# Voulême
Voulême ist eine französische Gemeinde mit 394 Einwohnern (Stand: 1. Januar 2022) im Département Vienne in der Region Nouvelle-Aquitaine (vor 2016 Poitou-Charentes). Die Gemeinde gehört zum Arrondissement Montmorillon und zum Kanton Civray. Die Einwohner werden Voulêmois genannt.

## Lage
Voulême liegt etwa 58 Kilometer südsüdwestlich von Poitiers am Fluss Charente. Umgeben wird Voulême von den Nachbargemeinden Val-de-Comporté im Norden, Saint-Gaudent im Osten und Nordosten, Lizant im Osten und Südosten, Taizé-Aizie im Süden, Les Adjots im Südwesten sowie Sauzé-entre-Bois im Westen.

## Bevölkerungsentwicklung
| Jahr                       | 1962 | 1968 | 1975 | 1982 | 1990 | 1999 | 2006 | 2018 |
| Einwohner                  | 429  | 366  | 368  | 385  | 368  | 329  | 352  | 385  |
| Quellen: Cassini und INSEE |      |      |      |      |      |      |      |      |

## Sehenswürdigkeiten
- Kirche Saint-Hilaire (siehe auch: Liste der Monuments historiques in Voulême)
- Herrenhaus von Chambe aus dem 15. Jahrhundert
- Herrenhaus von Nieuil-sur-Charente aus dem 15. Jahrhundert
- Mühlen